# Johan Carpner
Johan Carpner, född 1971 i Stockholm, är en svensk formgivare. Han har arbetat med allt från grafisk formgivning och reklam till mode och inredning. Numera arbetar Johan Carpner huvudsakligen med formgivning av möbler, lampor och textilier för inredning. 
Carpner är utbildad vid Konstfack.

## Design
Carpners formgivning hämtar ofta sin inspiration från naturen. Exempel på sådana produkter är mattan Storm för Kasthall, tapeten Regn för Duro och lampan Glänta för Blond.
Mönstret Vinterek var ett mönster för Svenskt Tenn som med sin noggrant stiliserade bild av en eks trädkrona användes som både inredning och konstverk i olika inredningsmiljöer och hem. Mönstret fick Residence Stora Formpris för årets mönster 2003.
Luchsia är en lampa med tre textilskärmar sammansatta till en helhet som Carpner formgav för Vallentuna Skärmateljé 2010. Lampan fick utmärkelsen Formidable och Residence Stora Formpris för årets lampa samma år. Även här har formen och namnet en inspiration från naturen och namnet är en ordlek mellan lux, som betyder ljus, och blomman fuchsia, som inspirerat till lampans form.
Carpner har också samarbetat i projekt med andra formgivare. Han var en av medlemmarna i designgruppen Sprinkler som gjorde flera utställningar tillsammans och som hade en permanent utställning på Bondegatan i Stockholm under 1990-talet. Tillsammans med Rebecka Lundin skapade Carpner kläder som var inspirerade av 1990-talets streetmode. En klänning som utmanade genus inom arbetskläder visades på Futurnitures utställning i Paris 1994. Tillsammans med formgivaren Alexander Lervik har Carpner gjort flera samarbeten. En av deras gemensamma produkter är Jeahna – en gigantisk lampa som bygger på samma konstruktion som vildmarkstält. Lampan fick utmärkelsen Design S.

## Utmärkelser
- Residence Stora formpris tre gånger – årets mönster och årets lampa två gånger.
- Formidable
- Design S
- Svensk Bokkonst

## Utställningar
Carpner har representerats vid Futurniture Urban Paris, Designhuvudstad 98, Contemporary Lightworks, Konstslöjdssalongen Arkitekturmuseet, Swedish Love Stories, Designed to Last på Arkdes och Grenverk på Designgalleriet Stockholm.

## Stipendium
Johan Carpner har tilldelats Sigvard Bernadottes designpris/stipendium och Bildkonstnärsnämndens arbetsstipendium.